# 綠島漁港
綠島漁港，臺灣漁港，位於臺東縣綠島鄉南寮村，故有別稱「南寮漁港」。在行政院農業部漁業署是歸類為第二類漁港。綠島漁港設籍漁船數依照2010年資料為79艘（包含小型的動力舢舨）。
綠島漁港是綠島鄉地區最大的港口，與島內其餘三座包含中寮漁港、公館漁港以及溫泉漁港在內的港口相比漁港基礎設施更為完善，因此該漁港為綠島籍漁船的主要基地港，並且，該漁港也是與臺灣本島臺東縣進行聯繫的交通船的綠島端停泊點，以及軍事設備的運輸端口，因此該港口身兼漁港與交通港的重要地位。
綠島漁港因位處於珊瑚礁地形之中，因此港取水底擁有珊瑚礁生長，常見的珊瑚礁類型有柳穗珊瑚、傘珊瑚和靈芝珊瑚等，也造就了熱帶魚、蛤貝類、桶狀海綿、大旋鰓蟲、河豚、一點鰈魚、神仙魚和蝦蟹等海洋生物與漁港的共存生態。

## 沿革

### 起源
綠島漁港尚未興建前，其周遭地形為珊瑚礁地質，因地勢優良為故綠島漁港興建前，該地區即為綠島籍海上作業漁船的重要避風據點。

### 興建
綠島漁港自1950年開始興建，爾後逐漸再進行擴建。
1972年起為因應當地軍事重地之需求，故當時臺灣省政府指示針對綠島漁港進行外港的擴建工程。工程內容包括，延長並加強南北防波堤以及新建登陸艇專用之碼頭等設施。

## 設施
綠島漁港港區的內泊地面積2.12公頃，碼頭677公尺並僅供當地漁船停泊使用，而外泊地2.42公頃則供給包括交通船及貨船在內的商業船隻使用。港內平均水深約在3~5公尺左右。
綠島漁港為全綠島地區的漁船以及商船主要的停泊處，自擴建停止後綠島漁港內的漁船、商船一直共同使用一個碼頭進行卸載與裝載，而2014年，交通船專用碼頭完工後，漁船與商船共用碼頭的情形將就此消失。
- 基本設施︰海堤、碼頭、泊地、航道、排水道、曳船道、漁港安檢所（安檢所隸屬在行政院海岸巡防署東部地區巡防局岸巡八一大隊之旗下）。
- 公共設施：漁民活動中心。
- 一般設施：簡易的加油及加水設施。

## 周遭景點
- 朝日溫泉
- 綠島
- 柚子湖
- 哈巴狗與睡美人岩

## 資料來源
1. 1 2   (PDF).   [2015-03-13]. （原始内容存档 (PDF)于2015-05-01）.
2. 1 2 3 4  .   [2015-03-13]. （原始内容存档于2015-03-19）.